# Kostel svatého Martina z Tours (Zbýšov)
Kostel svatého Martina z Tours je římskokatolický chrám ve městě Zbýšov v okrese Brno-venkov. Do roku 1987 byl a od roku 2019 je chráněn jako kulturní památka. Je farním kostelem zbýšovské farnosti.

## Historie
Na místě současného kostela stál původní chrám, o němž je zmínka v roce 1676. V letech 1893–1894 byl postaven nový kostel v novorománském slohu.

## Popis
Kostel má podobu trojlodní baziliky s kněžištěm ukončeným apsidou. Po bočních stranách je osově symetricky postavena sakristie a kaple. Ve východním průčelí (do ulice) se nachází hranolová věž vysoká 40 m.
U kostela nachází hřbitov.